# Episodi di Favole senza tempo
La prima e unica stagione della serie televisiva animata Favole senza tempo, composta da 8 episodi, è stata distribuita direct-to-video in formato VHS il 6 il 27 settembre 1990 e 2 il 26 settembre 1991. Ogni VHS era accompagnata da un libretto illustrato. In seguito la serie è stata trasmessa dall'emittente televisiva statunitense USA Network nel dicembre 1991.
| n° | Titolo originale            | Titolo italiano                 | Uscita USA        | Prima TV Italia  |
| -- | --------------------------- | ------------------------------- | ----------------- | ---------------- |
| 1  | Rapunzel                    | Rapunzel                        | 27 settembre 1990 |                  |
| 2  | The Emperor's New Clothes   | I vestiti nuovi dell'imperatore | 27 settembre 1990 | 17 dicembre 1994 |
| 3  | Thumbelina                  | Pollicina                       | 27 settembre 1990 | 31 dicembre 1994 |
| 4  | The Ugly Duckling           | Il brutto anatroccolo           | 27 settembre 1990 | 26 dicembre 1994 |
| 5  | The Elves and the Shoemaker | I folletti e il calzolaio       | 27 settembre 1990 | 6 gennaio 1995   |
| 6  | Rumpelstiltzkin             | Papocchioghirigò                | 27 settembre 1990 | 24 dicembre 1996 |
| 7  | Puss in Boots               |                                 | 26 settembre 1991 |                  |
| 8  | The Steadfast Tin Soldier   |                                 | 26 settembre 1991 |                  |